# Toña la Negra
Toña la Negra, pseudonimo di Antonia del Carmen Peregrino Álvarez (Veracruz, 2 novembre 1912 – Città del Messico, 19 novembre 1982), è stata una cantante e attrice messicana di discendenza africana, nota per la sua interpretazione di boleros e canciones scritte da Agustín Lara.

## Biografia
Toña la Negra nacque Antonia del Carmen Peregrino Álvarez il 2 novembre 1912 a La Huaca, un quartiere di Veracruz. Suo padre, Timoteo Peregrino Reyes (nato nel 1857), suonava la chitarra ed era un membro fondatore di una corporazione di lavoratori portuali locali. Sua madre, Daría Álvarez Campos (nata nel 1867), cantava in riunioni di famiglia. Toña aveva quattro fratelli e tre fratellastri paterni.
Il nonno paterno di Toña, Severo Peregrino, proveniva da Port-au-Prince, Haiti ed era immigrato in Messico nel XIX secolo.
Toña iniziò la sua carriera negli anni '20 cantando tanghi come cantante principale del Trío Peregrino-Uzcanga. Nel 1932 viaggiò a Città del Messico e incontrò il compositore e autore di canzoni Agustín Lara. Divenne famosa per la sua interpretazione di "Enamorada" di Lara, così come di "Lamento jarocho", scritta appositamente per lei. In seguito rese popolare "Noche criolla", "Veracruz" e altre composizioni di Lara associate al suo stato d'origine. Registrò per la prima volta queste canzoni e molte altre per la Peerless Records negli anni '40.
Iniziò a registrare per l'etichetta RCA Victor alla fine degli anni '40. Nel febbraio del 1953 il suo singolo "Como golondrinas" raggiunse il numero 2 nella classifica Top Ten Tunes di Cash Box Messico. Ha continuato a registrare numerosi singoli di successo e diversi album in studio, tra cui Caleidoscopio musical con Toña la Negra (1958), Noche criolla, vol. II (1961), e La sensación jarocha, vol. III (1964).
Tra le sue canzoni più note da lei incise Se equivocò la paloma, scritta da Carlos Guastavino e Rafael Alberti e incisa in seguito da vari artisti, tra cui Joan Manuel Serrat, Sergio Endrigo (in italiano), Milva (in tedesco).
A metà degli anni '60, firmò un contratto con l'etichetta Orfeón e registrò altri album in studio. Ha registrato due canzoni con La Sonora Matancera nel 1974.

## Vita privata
Toña la Negra si è sposata due volte. Il suo primo marito, Guillermo Cházaro Ahumada, era un musicista. Hanno avuto tre figli, Ramón (1932), Guillermo (1933) ed Ernesto (1935-1979) e si sono separati nel 1945. Il suo secondo marito è stato il pioniere del jazz messicano e bassista Víctor "Vitillo" Ruiz Pazos; furono sposati dal 1955 al 1963.

## Morte ed eredità
Mercoledì 17 novembre 1982, è stata ricoverata in un ospedale di Città del Messico a causa di problemi cardiovascolari. Venerdì 19 novembre, a 70 anni, Toña la Negra morì di infarto. È stata sepolta nella sezione attori del Panteón Jardín a Città del Messico.
Il comune di Veracruz ha eretto una statua di Toña la Negra dopo la sua morte. Il vicolo in cui è nata nel vecchio quartiere di La Huaca porta il suo nome.
Nel 1993, il regista tedesco Christian Baudissin ha realizzato un documentario televisivo su Toña la Negra che includeva interviste con il suo ex marito, il musicista Víctor Ruiz Pazos e altri artisti che la conoscevano.
Rafael Figueroa Hernández, ricercatore e professore all'Universidad Veracruzana, ha scritto la prima biografia completa e approfondita di Toña la Negra.

## Discografia

### Album in studio
- Caleidoscopio musical con Toña la Negra
- Noche criolla, vol. II
- La sensación jarocha, vol. III
- Toña la Negra interpreta a Agustín Lara, vol. I
- Toña la Negra interpreta a Rafael Hernández y Pedro Flores
- Toña la Negra interpreta a Agustín Lara, vol. II
- Íntimas

### Raccolte di album
- Lo mejor de Toña la Negra
- Inmortales de Toña la Negra
- Las estrellas de La Hora Azul
- Lo mejor de lo mejor: Toña la Negra, 40 temas originales
- RCA 100 años de música

## Filmografia scelta
- Heads or Tails (1937)
- María Eugenia (1943)
- Red Konga (1943)
- Revenge (1948)
- Love for Sale (1951)
- A Galician Dances the Mambo (1951)

## Artisti correlati
- Agustín Lara
- Ana María Fernández
- Pedro Vargas
- Sonora Matancera